# Du Mingxin
Du Mingxin (født 9. august 1928 i Qianjiang, Kina) er en kinesisk komponist og pianist.
Mingxin studerede musik i sin hjemby, og tog til Shanghai, hvor han studerede klaver, og levede som udøvende pianist. Studerede senere komposition på Moskva musikkonservatorium. Han vendte tilbage til Kina, hvor han blev lærer, og med i ledelsen på det Centrale Musikkonservatorium i Beijing. Mingxin har skrevet to symfonier, orkesterværker, kammermusik, balletmusik, filmmusik, instrumental musik for mange instrumenter etc.

## Udvalgte værker
- Symfoni nr. 1 (1979) - for orkester
- Symfoni nr. 2 "Den store mur" (1988) - for orkester